# Kortenberg
Kortenberg là một đô thị ở tỉnh Vlaams-Brabant. Đô thị này bao gồm các thị xã Erps-Kwerps, Everberg, Kortenberg và Meerbeek. Tại thời điểm ngày 1 tháng 1 năm 2006,  Kortenberg có tổng dân số 18.299 người. Tổng diện tích là 34,52 km² với mật độ dân số là 530 người trên mỗi km².